# Макинтайр, Питер
Питер Макинтайр (англ. Peter McIntyr; 29 июня 1818 года, Cable Head, графство Кингс, Остров Принца Эдуарда — 1 декабря 1912 года, Шарлоттаун, Канада) — третий епископ Шарлоттауна с 8 мая 1860 года по 1 мая 1891 года. 

## Биография
Родился в 1818 году в семье шотландских эмигрантов в селении Cable Head, Остров Принца Эдуарда. Получил начальное образование в Колледже Святого Андрея в Шарлоттауне, затем обучался в Колледже Святого Гиацинт, изучал богословие и философию в Квебекской семинарии. 21 февраля 1843 года был рукоположён в священники для служения в архиепархии Квебека. Служил в различных католических приходах на Острове Принца Эдуарда. В последующем служил в Тигнише графства Принс, где построил храм, который был освящён в 1860 году
8 мая 1860 года римский папа Пий IX назначил его епископом Шарлоттауна. 15 августа 1860 году состоялось его рукоположение в епископы, которое совершил архиепископ Галифакса Томас Луис Конолли в сослужении с епископом Аричата Колином Фрэнсисом Маккиноном и епископом Сент-Джона Джоном Свини.
Занимался просветительской и социальной деятельностью на Острове Принца Эдуарда. Построил школу Святого Патрика для мальчиков в Шарлоттауне, основал многочисленные женские монашеские общины. Боролся с алкоголизмом, основав «Католическое общество полного воздержания». В 1879 году открыл первую на острове Шарлоттаунскую больницу.
Участвовал в Первом Ватиканском соборе (1869—1870).
Умер 1 мая 1891 года в Антигонише. Его похороны состоялись в соборе Святого Дунстана. Похоронен в крипте храма Святого Петра в его родном приходе в St. Peter’s Bay.